# 광계 II

틸라코이드 막에서 광합성의 광의존적 반응을 통한 비순환적 광인산화 과정. 비순환적 광인산화에는 광계 II 와 광계 I 이 관여한다. 파란색 점선은 전자의 이동경로를, 빨간색 점선은 H^{+}의 이동경로를 나타내고 있다.

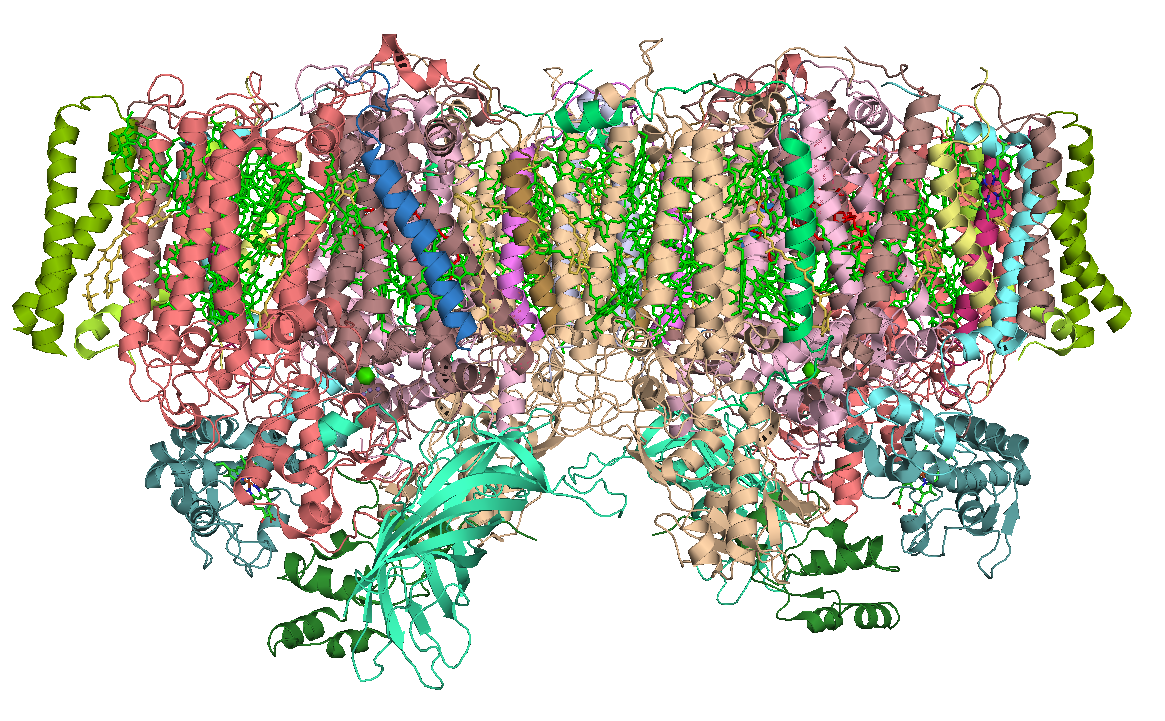
남세균의 광계 II, 이량체, PDB 2AXT

광계 II(光系 II, 영어: photosystem II)는 산소 발생 광합성의 광의존적 반응에서 첫 번째 단백질 복합체이다. 물-플라스토퀴논 산화환원효소(영어: water-plastoquinone oxidoreductase)라고도 한다. 광계 II는 식물, 조류, 남세균의 틸라코이드 막에 위치한다. 광계 내에서 효소는 빛의 광자를 포착하여 전자에 에너지를 공급한 다음 다양한 조효소와 보조 인자를 통해 전달되어 플라스토퀴논을 플라스토퀴놀로 환원시킨다. 빛이 있을 때 틸라코이드 내강 쪽의 광계 II에서 물(H2O)이 수소 이온(H+), 전자(e–), 산소(O2)로 분해된다.
광계 II는 손실된 전자를 물이 광분해될 때 획득한 전자로 보충함으로써 광합성이 계속 일어나드록 전자를 공급한다. 물의 산화에 의해 생성된 수소 이온(양성자, H+)은 ATP 생성효소가 ATP를 생성하는 데 사용하는 양성자 기울기를 생성하는 데 도움을 준다. 플라스토퀴논으로 전달된 활성화된 전자는 궁극적으로 NADP+를 NADPH로 환원하는 데 사용되거나 비순환적 전자 흐름에 사용된다. 3-(3,4-다이클로로페닐)-1,1-디아메틸요소(DCMU)는 광합성을 저해하기 위해 실험실에서 자주 사용되는 화합물이다. DCMU가 존재할 경우 광계 II로부터 플라스토퀴논으로의 전자 흐름을 저해한다.

## 복합체의 구조

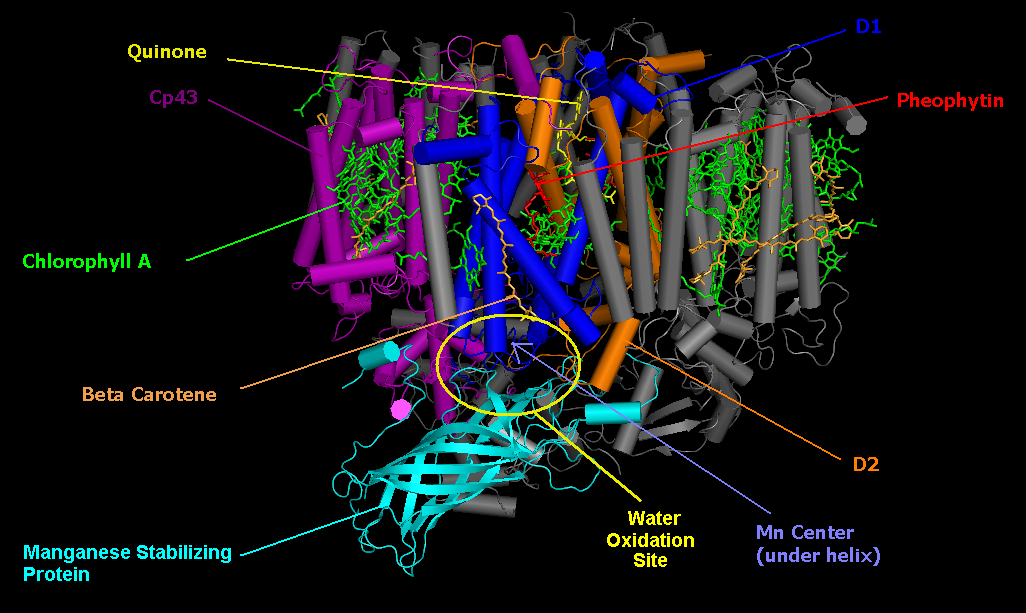
남세균의 광계 II, 단량체, PDB 2AXT

전자 전달을 강조한 광계 II의 모식도

광계 II의 핵심은 두 가지 상동 단백질 D1과 D2의 유사 대칭 이종이량체로 구성된다. 초기 광유도 전하 분리를 겪는 엽록소 이합체에 있는 양전하가 두 단량체에 의해 동일하게 공유되는 다른 모든 광계의 반응 중심과 달리, 온전한 광계 II에서는 전하가 대부분 하나의 엽록소 중심(70~80%)에 국한되어 있다. 이 때문에 P680+는 산화력이 뛰어나고 물 분해에 참여할 수 있다.
광계 II(남세균 및 녹색 식물에서)는 약 20개의 소단위체(생물체에 따라 다름)와 기타 보조 단백질, 광수집 단백질로 구성된다. 각 광계 II에는 35개의 엽록소 a, 12개의 β-카로틴, 2개의 페오피틴, 2개의 플라스토퀴논, 2개의 헴, 1개의 중탄산염, 20개의 지질, Mn
4CaO
5 클러스터(2개의 염화물 이온 포함), 1개의 비헴 Fe2+, 2개의 단량체당 추정 Ca2+ 이온 등 최소한 99개의 보조 인자가 포함되어 있다. 광계 II에는 여러 가지 결정 구조가 있다. 이 단백질에 대한 PDB 접근 코드는 3WU2, 3BZ1, 3BZ2((3BZ1 및 3BZ2는 광계 II 이량체의 단량체 구조임), 2AXT, 1S5L, 1W5C, 1ILX, 1FE1, 1IZL이다.
| 소단위체 | 패밀리                                       | 기능                                                                              |
| --- | -------------------------------------------- | --------------------------------------------------------------------------------- |
| D1 (PsbA) | 광합성 반응중심 단백질 패밀리                | 반응중심 단백질은 엽록소 P680, 페오피틴, β-카로틴, 퀴논 및 망가니즈 중심과 결합함 |
| D2 (PsbD) | 광합성 반응중심 단백질 패밀리                | 반응중심 단백질                                                                   |
| CP43 (PsbC) | 광계 II 광수집 단백질                        | 망가니즈 중심과 결합함                                                            |
| CP47 (PsbB) | 광계 II 광수집 단백질                        |                                                                                   |
| O | 망가니즈 안정화 단백질 (인터프로: IPR002628) | 망가니즈 안정화 단백질                                                            |
| 관례적으로 유전자 이름은 Psb + 소단위체 문자로 구성된다. 예를 들어 소단위체 O는 PsbO이다. D1(PsbA) 및 D2(PsbD)는 예외이다. |                                              |                                                                                   |

| 보조 인자     | 기능                                                       |
| ------------- | ---------------------------------------------------------- |
| 엽록소        | 빛 에너지를 흡수하여 화학 에너지로 변환                    |
| β-카로틴      | 과도한 광여기 에너지를 해소                                |
| 헴 B559       | 2차/보호 전자 운반체로서 사이토크롬 B559(PsbE–PsbF)에 결합 |
| 페오피틴      | 1차 전자 수용체                                            |
| 플라스토퀴논  | 이동형 틸라코이드 내막 전자 운반체                         |
| 망가니즈 중심 | 산소 발생 복합체(OEC)라고도 함                             |

## 산소 발생 복합체
|  |

산소 발생 복합체(OEC)는 물이 산화되는 장소이다. 이것은 4개의 망가니즈 이온(+3 ~ +4 범위의 산화 상태)과 2가 칼슘 이온으로 구성된 메탈로-옥소 클러스터이다. 물을 산화시켜 산소와 양성자를 생성할 때 물에서 4개의 전자를 티로신(D1-Y161) 곁사슬로 순차적으로 전달한 다음 P680 자체로 전달한다. 이는 OEE1(PsbO), OEE2(PsbP), OEE3(PsbQ)의 3가지 단백질 소단위체로 구성된다. 네 번째 PsbR 펩타이드가 근처에 연결되어 있다.
산소 발생 복합체의 첫 번째 구조 모델은 2001년 3.8Å 해상도의 냉동 단백질 결정의 X선 결정학을 사용하여 해결되었다. 그 후 몇 년 동안 모델의 해상도는 점차적으로 2.9Å으로 향상되었다. 이러한 구조를 얻는 것 자체는 대단한 업적이었지만, 산소 발생 복합체를 자세히 보여주지는 못했다. 2011년에 광계 II의 산소 발생 복합체는 1.9Å으로 분석되어 Mn
4CaO
5 클러스터에 결합된 5개의 금속 원자와 4개의 물 분자를 연결하여 옥소 브리지 역할을 하는 5개의 산소 원자가 밝혀졌다. 각 광계 II 단량체에서 1,300개 이상의 물 분자가 발견되었으며, 일부는 양성자, 물 또는 산소 분자에 대해 통로 역할을 할 수 있는 광범위한 수소 결합 네트워크를 형성했다. 이 단계에서는 망가니즈 원자가 사용되는 고강도 X선에 의해 환원되어 관찰된 산소 발생 복합체의 구조가 변경된다는 증거가 있기 때문에 X선 결정학으로 얻은 구조가 편향되어 있다고 제안된다. 이는 연구자들이 미국의 SLAC와 같은 X선 자유 전자 레이저라고 불리는 다른 X선 시설로 결정을 가져가도록 장려했다. 2014년에는 2011년에 관찰된 구조가 확인되었다. 광계 II의 구조를 아는 것만으로는 그것이 정확히 어떻게 작동하는지 밝히기에 충분하지 않다. 이제 기계적 주기의 여러 단계에서 광계 II의 구조를 해결하기 위한 경쟁이 시작되었다(아래에서 설명). 현재 S1 상태와 S3 상태의 구조는 서로 다른 두 그룹에서 거의 동시에 발표되었으며, 이는 Mn1과 Mn4 사이에 O6으로 지정된 산소 분자가 추가되었음을 보여 주며, 이는 산소를 생성하는 산소 발생 복합체의 위치일 수 있음을 시사한다.

## 물 분해
|  |

광합성에 의한 물 분해(또는 산소 발생)는 지구 상에서 가장 중요한 반응 중 하나이다. 왜냐하면 이것이 대기 중에 존재하는 거의 모든 산소의 원천이기 때문이다. 더욱이 인공적인 광합성 물 분해는 햇빛을 대체 에너지원으로 효과적으로 사용하는 데 기여할 수 있다.
물의 산화 메커니즘은 상당히 자세하게 이해되고 있다. 물(H2O)을 산소 분자(O2)로 산화시키려면 2개의 물 분자로부터 4개의 전자와 4개의 양성자를 뽑아내야 한다. 하나의 광계 II 내에서 산소 발생 복합체(OEC)의 순환 반응을 통해 산소가 방출된다는 실험적 증거는 피에르 졸리오 등에 의해 제공되었다. 이들은 어둠에 적응된 광합성 생물(고등 식물, 조류, 남세균)이 일련의 단일 전환 섬광에 노출되면 3번째와 7번째 섬광에서 최대값을 갖고 1번째와 5번째 섬광에서 최소값을 갖는 일반적인 4주기 감쇠 진동으로 산소 발생이 감지된다는 것을 보여주었다. 이 실험을 기반으로 베셀 코크와 동료 연구자들은 산소 발생 복합체(OEC)의 4가지 산화환원 상태를 설명하는 소위 S 상태의 5가지 플래시 유도 전이 주기를 도입했다. 4개의 산화 등가물이 저장되면 (S4 상태에서) 산소 발생 복합체는 S0 상태로 돌아간다. 빛이 없으면 산소 발생 복합체는 S1 상태로 이완된다. S1 상태는 종종 암흑 안정(dark-stable) 상태로 설명된다. S1 상태는 주로 Mn3+, Mn3+, Mn4+, Mn4+의 산화 상태를 갖는 망가니즈 이온으로 구성되는 것으로 간주된다. 마지막으로 자블론스키(Jablonsky)와 라자르(Lazar)는 S 상태와 티로신 Z 사이의 조절 메커니즘과 연결 고리로서 중간생성물 S 상태(intermediate S-state)를 제안했다.
2012년에 렌저(Renger)는 물이 분해되는 동안 물 분자가 다양한 S 상태의 일반적인 산화물로 내부적으로 변화한다는 생각을 밝혔다.

## 저해제
광계 II의 저해제는 제초제로 사용된다. 여기에는 트라이아진과 아릴 요소의 두 가지 주요 화합물 부류가 있다. 트라이아진은 아트라진과 시마진이 가장 일반적으로 사용되는 염화 사이아누르로부터 유도되며, 아릴 요소는 클로르톨루론과 다이우론(DCMU)를 포함한다.

## 같이 보기
- 산소 발생
- P680
- 광합성
- 광계
- 광계 I
- 광계 II 광수집 단백질
- 광합성 반응중심
- 광저해